# Futbol Club Barcelona 1989-1990

## Rosa
| N. |                        | Ruolo | Calciatore          |
| -- | ---------------------- | ----- | ------------------- |
|    | Spagna (bandiera)      | P     | Andoni Zubizarreta  |
|    | Spagna (bandiera)      | P     | Juan Carlos Unzué   |
|    | Spagna (bandiera)      | D     | Miquel Soler        |
|    | Spagna (bandiera)      | D     | José Ramón Alexanko |
|    | Paesi Bassi (bandiera) | D     | Ronald Koeman       |
|    | Spagna (bandiera)      | D     | Sergi López         |
|    | Spagna (bandiera)      | D     | Ricardo Serna       |
|    | Spagna (bandiera)      | D     | López Rekarte       |
|    | Spagna (bandiera)      | D     | Julio Alberto       |
|    | Brasile (bandiera)     | D     | Aloísio             |
|    | Spagna (bandiera)      | D     | Delfí Geli          |
|    | Spagna (bandiera)      | C     | Guillermo Amor      |
|    | Spagna (bandiera)      | C     | Roberto             |

| N. |                      | Ruolo | Calciatore           |
| -- | -------------------- | ----- | -------------------- |
|    | Spagna (bandiera)    | C     | José Mari Bakero     |
|    | Spagna (bandiera)    | C     | Eusebio Sacristán    |
|    | Spagna (bandiera)    | C     | Urbano Ortega        |
|    | Spagna (bandiera)    | C     | Luis Milla           |
|    | Spagna (bandiera)    | C     | Jordi Roura          |
|    | Andorra (bandiera)   | C     | Jesús Julián Lucendo |
|    | Spagna (bandiera)    | A     | Aitor Begiristain    |
|    | Spagna (bandiera)    | A     | Ernesto Valverde     |
|    | Danimarca (bandiera) | A     | Michael Laudrup      |
|    | Spagna (bandiera)    | A     | Julio Salinas        |
|    | Spagna (bandiera)    | A     | Antonio Pinilla      |
|    | Spagna (bandiera)    | A     | Onésimo              |

### Staff tecnico
- Allenatore:  Johan Cruijff